# منطقه حفاظت‌شده طالو و شیربند
منطقهٔ حفاظت‌شدهٔ طالو و شیربند یک منطقهٔ حفاظت‌شده با مساحت ۴۰۸۳۹ هکتار است که در استان سمنان در ایران قرار دارد. این منطقهٔ حفاظت‌شده طبق مصوبهٔ شمارهٔ ۷۹۷ در تاریخ ۹۹/۱۱/۰۶ در فهرست مناطق تحت حفاظت سازمان محیط زیست ایران قرار گرفت.